# Loïc Perrin
Loïc Perrin (* 7. srpna 1985, Saint-Étienne, Francie) je bývalý francouzský fotbalový záložník a bývalý mládežnický reprezentant, který hrál celou svoji kariéru za francouzský klub AS Saint-Étienne. Obvykle nastupoval na pozici defensivního záložníka, ale mohl nastoupit i na kraji zálohy či ve středu obrany.

## Klubová kariéra
Perrin hraje v AS Saint-Étienne od roku 2003, zde zahájil svou profesionální kariéru. Po odchodu Juliena Sablé z klubu v roce 2007 po něm převzal kapitánskou pásku. V sezóně 2012/13 vyhrál s týmem Coupe de la Ligue (francouzský ligový pohár), ve finále AS Saint-Étienne porazil Stade Rennes 1:0.
Po sezóně 2019/20 ukončil Perrin ve 34 letech hráčskou kariéru.

## Reprezentační kariéra
Byl členem francouzských mládežnických výběrů, mj. U21.

## Úspěchy

### Individuální
- Tým roku Ligue 1 podle UNFP – 2013/14[5]